# Johann I. (Dammartin)
Johann von Trie (französisch: Jean de Trie; † 11. Juli 1302 bei Courtrai) war als Johann II. ein Herr von Trie (heute Trie-Château und Trie-la-Ville), Mouchy-le-Châtel und Plessis-Billebaut sowie als Johann I. ein Graf von Dammartin aus dem Haus Trie. Er war ein Sohn des Mathieu de Trie, Graf von Dammartin, und der Marselie de Montmorency.
Johann zog 1282 im Gefolge des Grafen Robert II. von Artois nach Süditalien, um dort Karl von Anjou im Kampf gegen die Aragónesen beizustehen (Sizilianische Vesper). An der Seite des Grafen von Artois kämpfte er auch 1302 in der desaströsen Schlacht der goldenen Sporen gegen die Flamen, in der beide fielen.
Er war verheiratet mit Yolande, einer Tochter des Grafen Johann I. von Dreux. Ihr Sohn war Rainald II. († 1316).